# Wilmot Collins
Wilmot Collins né le 15 octobre 1963, est un homme politique américain, maire d'Helena, dans le Montana.
Il a battu le maire sortant James E. Smith (en), en poste depuis quatre mandats, lors de l'élection municipale de 2017, le 7 novembre 2017, avec 51 % des voix. Cette victoire fait de lui la première personne de couleur à être élue maire d'une ville dans l'histoire du Montana depuis l'accession au statut d'État en 1889.

## Jeunesse et contexte
Collins a fui son Libéria natal pour Helena en 1994 en tant que réfugié de la première guerre civile libérienne. Il avait demandé le statut de réfugié pour rejoindre sa femme, qui avait déménagé dans le Montana deux ans avant lui. Il est ensuite devenu citoyen américain en 2002 et a travaillé pour le ministère de la Santé et des Services sociaux du Montana, se spécialisant dans la protection de l'enfance.
Pendant plus de deux décennies, il a été membre de la réserve de la marine américaine. Collins a deux enfants avec sa femme, leur fille, Jaymie et leur fils, Bliss. Wilmot Collins est le cousin germain d' Helene Cooper, correspondante du Pentagone pour le New York Times,.

## Carrière politique
Le 13 mai 2019, Collins a annoncé sa candidature au Sénat des États-Unis en tant que démocrate. Il s'est retiré pour soutenir le gouverneur Steve Bullock le 9 mars 2020.
Le 29 mars 2021, Collins a annoncé son intention de se présenter à sa réélection en tant que maire d'Helena. Dans son annonce, Collins a énuméré les politiques respectueuses du climat pour la ville, le logement abordable et le financement des services essentiels comme ses principales réalisations au cours de son premier mandat.
Collins a été réélu maire d'Helena le 2 novembre 2021. Il a battu son adversaire, Sonda Gaub, avec 67 % des voix, faisant de lui la première personne noire à être réélue à un poste dans l'État du Montana.

En 2021, Collins s'est exprimé sur Twitter en faveur de la réinstallation des réfugiés afghans au milieu de l'offensive des talibans de 2021, déclarant :
Cet ancien réfugié a hâte de les accueillir dans le Montana. J'espère qu'ils s'appliqueront dans nos communautés et enrichiront nos vies de leurs expériences et de leur culture. Qui sait, peut-être qu'un jour certains d'entre eux se présenteront aux élections !